# イタドリ
イタドリ（虎杖、学名: Fallopia japonica var. japonica または Fallopia japonica）は、タデ科ソバカズラ属の多年生植物。山野や道端、土手などのいたるところで群生し、草丈は1.5メートル (m) ほどになる。雌雄別株で、夏から秋に細かい白花を咲かせる。春先の若芽は食用になる。

## 名称
和名イタドリの語源は、傷薬として若葉を揉んでつけると血が止まって痛みを和らげるのに役立つことから、「痛み取り」が転訛して名付けられたというのが通説になっている。平安時代初期の本草書『本草和名』（918年）には、イタドリの名前が記されている。漢字（漢名）では「虎杖」とも書き、軽くて丈夫なイタドリの茎が杖に使われ、茎の虎斑模様から「虎杖（）」とよばれたことによる。
別名は、スカンポ（酸模）、イタズリ、イタンポ、ドングイ、スッポン、ゴンパチ、エッタン、ダンチ、タンジ、ダンジ、スイバ、サイタナなど、地方によりさまざまな呼び名がある。俗にスカンポとよばれる植物は、イタドリの他にも見た目はまったく異なるが、同じタデ科のスイバを「スカンポ」とよぶ地域もある。

## 分布・生育地
東アジア原産で、北海道から奄美諸島までの日本全土、台湾、朝鮮半島、中国に分布する。沖縄諸島には自生しないが、栽培していた個体の野生化したものが見られる。ヨーロッパや北アメリカでは本種が帰化して、強害草になっている。日当たりの良い道ばた、土手、川の縁、野原、山野、荒れ地など様々な場所で群生し、いたるところで見られる。やや湿ったところを好むうえ、撹乱を受けた場所によく出現する先駆植物である。短い期間に生長を遂げて大きくなり、谷間の崖崩れ跡などはよく集まって繁茂している。これは太く強靭で、生長の速い地下茎によるところが大きい。
世界の侵略的外来種ワースト100 (IUCN, 2000) 選定種の1つでもある。イタドリは生長が速く、日本からヨーロッパに導入されて土壌侵食の防止や、家畜の餌に利用された。19世紀には、フィリップ・フランツ・フォン・シーボルトによって観賞用としてヨーロッパへ持ち込まれて外来種となり、特にイギリスでは旺盛な繁殖力から在来種の植生を脅かすうえ、コンクリートやアスファルトを突き破るなどの被害が出ている。2010年3月、イギリス政府はイタドリを駆除するため、天敵の「イタドリマダラキジラミ」を輸入することを決めた。

## 形態・生態
草丈は30 - 150センチメートル（cm） ほどになる大型の多年生草本で、肥沃な土地では高さが2 mに達することもある。
冬期は地上部のみが枯死して地下部の地下茎や根のみが越冬する。春、タケノコのような赤紅色の斑点がある新芽が、地上から直立して生える。茎は円柱状の中空で、多数ある節は赤みを帯びて、膜質で鞘状の托葉があり、その構造はやや竹に似ている。そのためイタドリの茎は軽くて丈夫で、短い期間でも生長が速い。
葉は茎の節ごとに互生し、葉身は先が尖った卵形から広卵形で、長さは6 - 15 cm、幅は7 - 15 cm、基部は切れたようにまっすぐな形をしている。特に若いうちは葉に赤い斑紋が出る。葉の裏は粉白色にならない。
花期は夏から秋（7 - 10月）ころ。雌雄異株で、葉腋と枝先に白か赤みを帯びた小さな花を多数つけた円錐花序をだして、枝の上側に並んでつく。花被片は萼片5枚のみで、花弁がない。雄花は漏斗形で小さく、雄しべが萼片の間から飛び出すように長く発達しており、萼片は雄花よりも雌花の方が大きい。また、白い雄花は数日で枯れ落ちる。雌花は、先が5裂する。特に花の色が赤みを帯びたものは、ベニイタドリ（メイゲツソウ）と呼ばれ、本種の亜種として扱われる。
雌株は、花が終わるとハート型の3稜ある果実ができ、秋に熟する。果実は翼果で、種子を包む薄い3枚の翼は、雌花の花被片（萼片）3個が痩果を包み込んで翼状に張り出したもので、風によって散布される。痩果は3稜形、両端は尖っていて、表面がなめらかな暗褐色をしている。そして春に芽吹いた種子は地下茎を伸ばし、各所に芽をだし、群落を形成して一気に生長する。
一面に花が咲いていると、多くの昆虫が集まる。秋に昆虫が集まる花の代表的なものであり、ヒトスジシマカやキンパラナガハシカといった蚊類の訪花も記録されている。また、冬には枯れた茎の中の空洞を、蛾の一種であるコメツガの幼虫や、アリの仲間が冬越しの部屋として利用しているのが見られる。イタドリハムシは、成虫も幼虫もイタドリの葉を食べる。

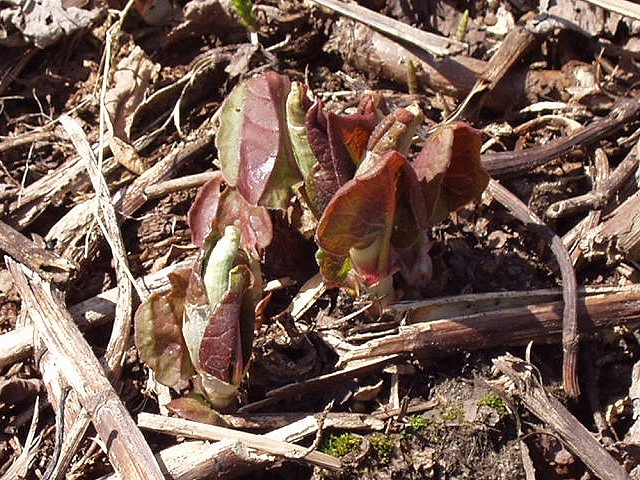
オオイタドリの新芽
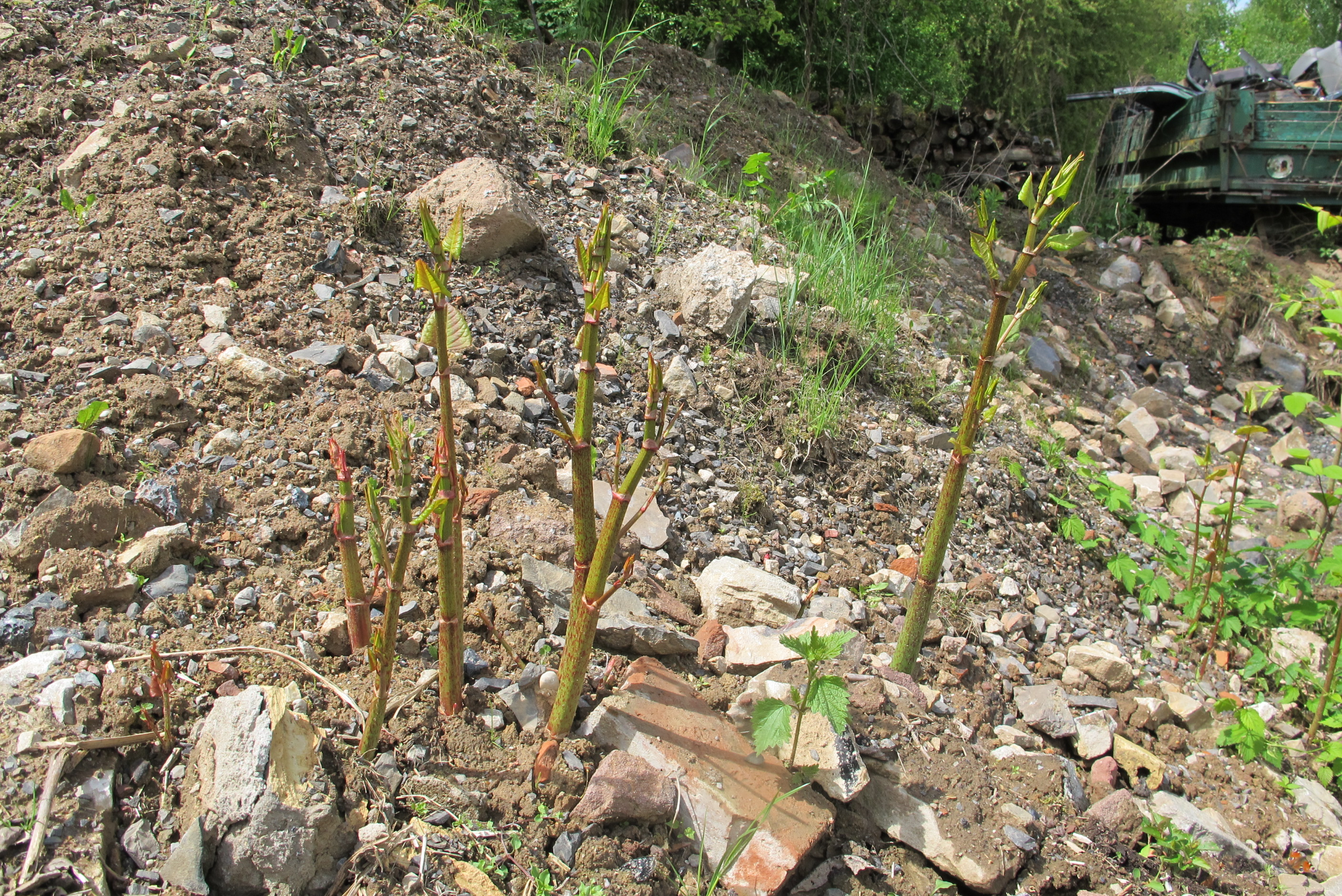
若い芽
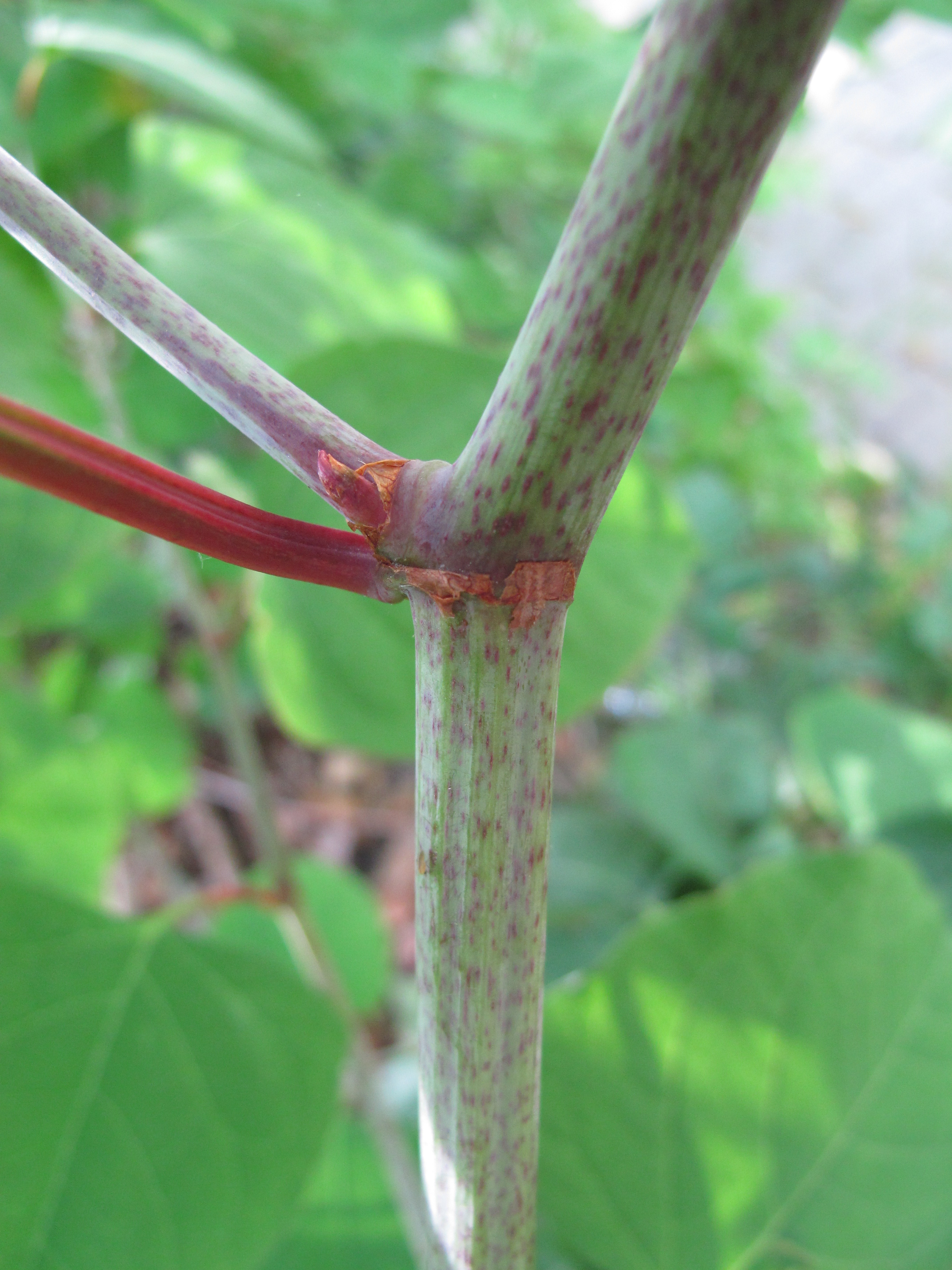
茎
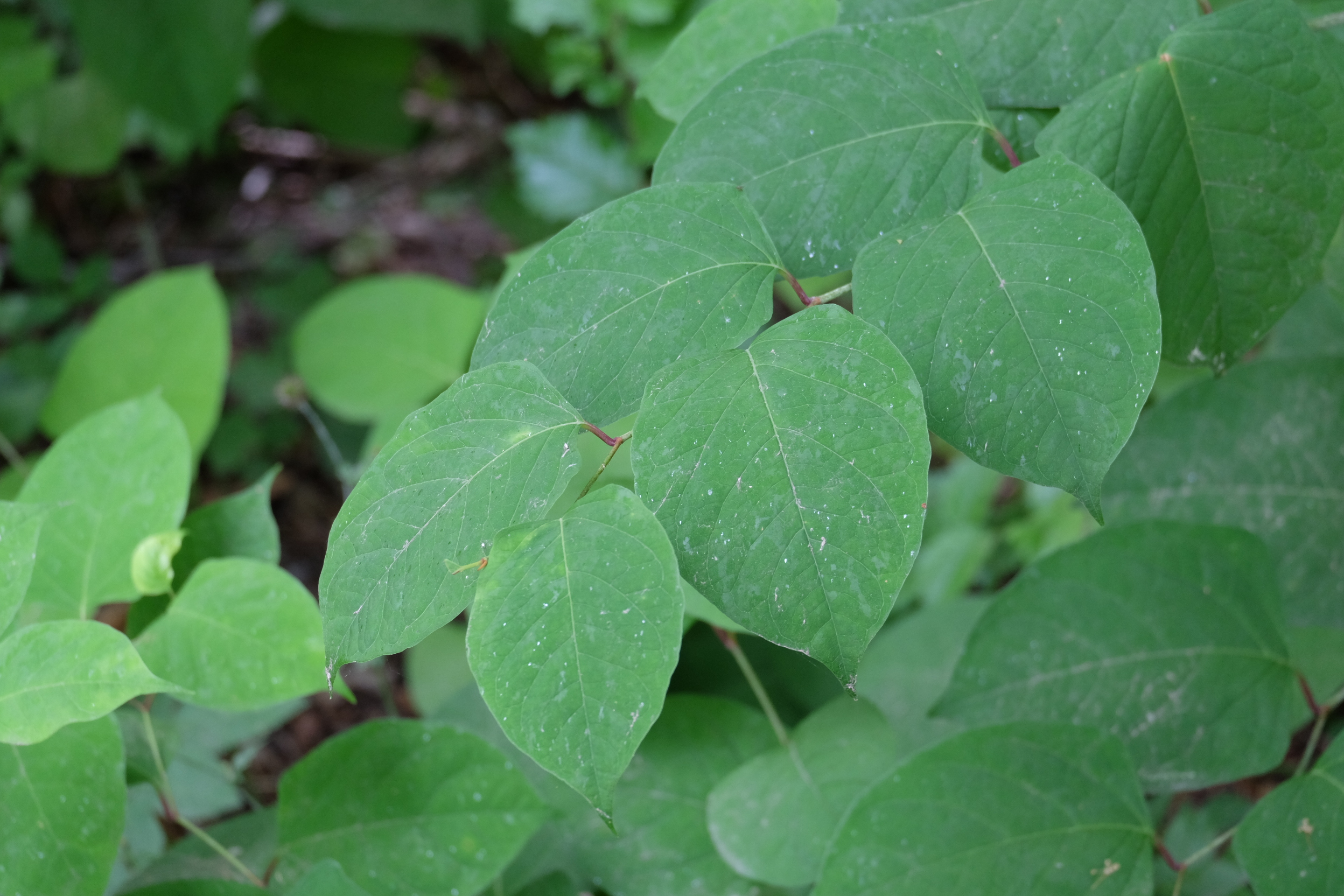
葉
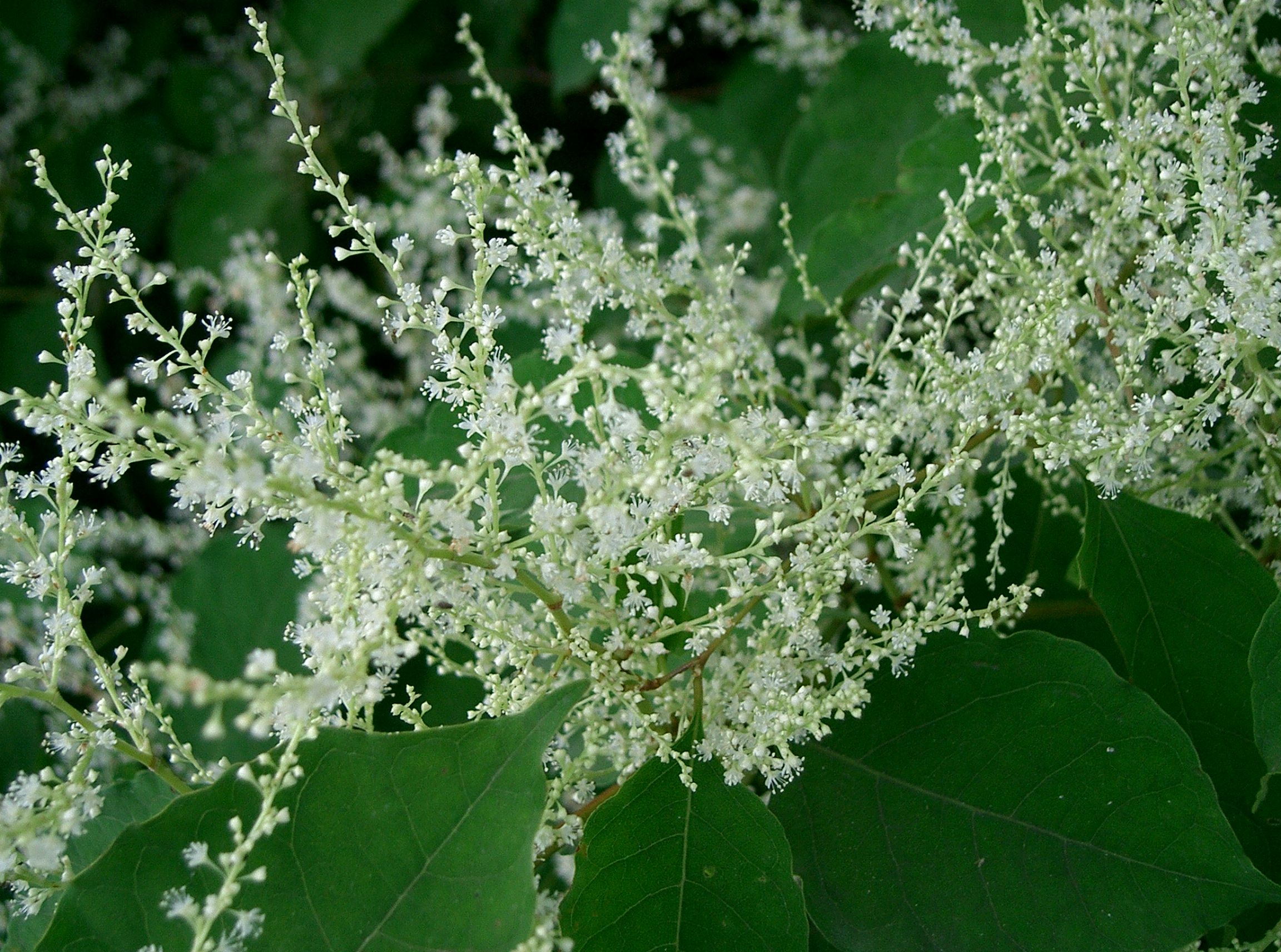
雄花
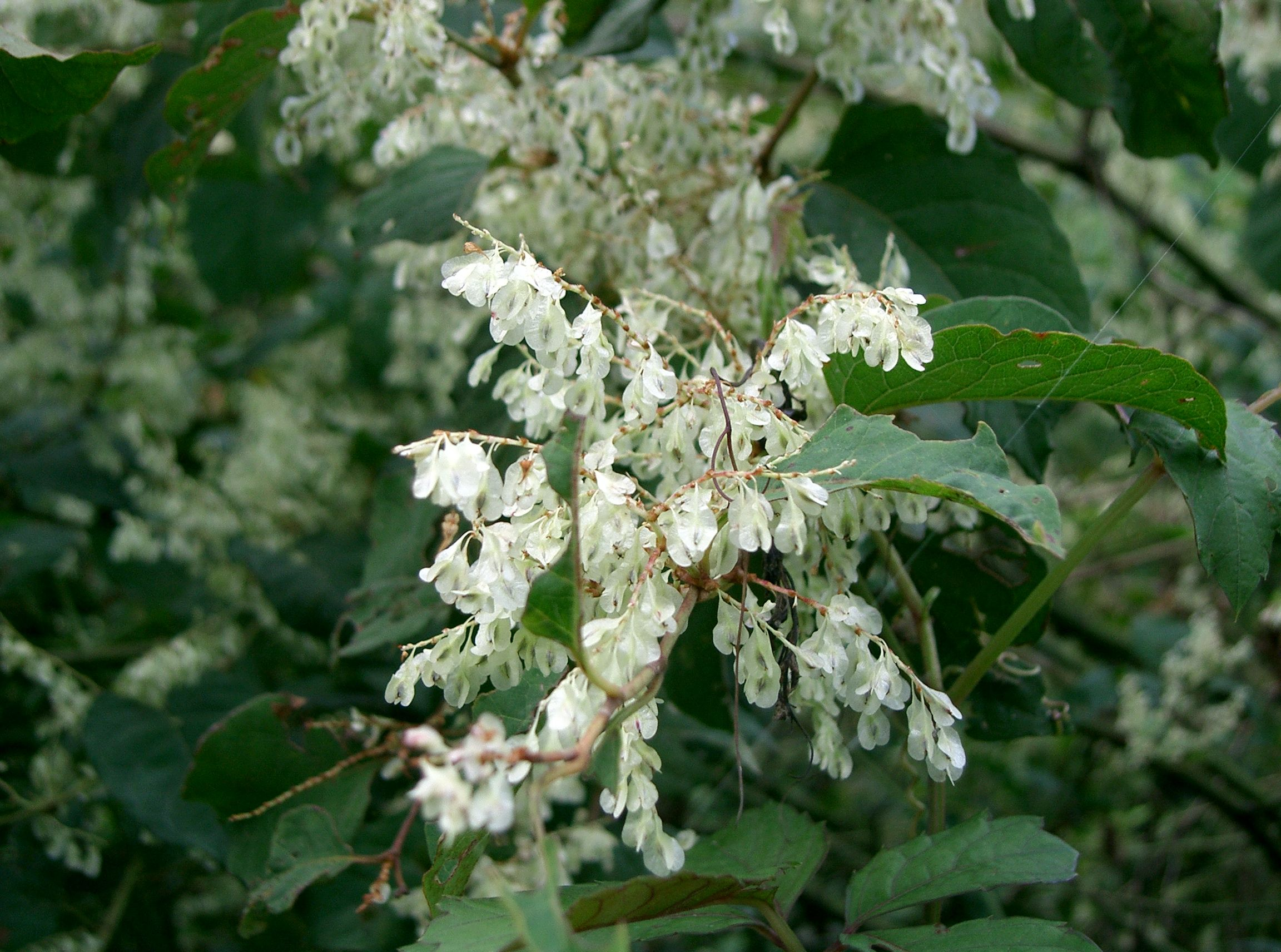
果実

## 利用

### 山菜
春（4 - 5月ごろ）の紅紫色でタケノコ状の新芽・若い茎はやわらかく、「スカンポ」などと称して食用になり、根際から折り取って採取して皮をむき山菜とする。また、やわらかい葉も食用にされている。新芽は折り取るとポコッと小気味のよい音がして、太いものほど味がよく、生でも食べられ、ぬらめきがあり珍味であると形容されている。かじると強い酸味が感じられ、かつては子供が外皮をむいて独特の酸味を楽しんだ。この酸味はシュウ酸で、多少のえぐみもあり、そのまま大量摂取すると下痢をおこす原因になり、健康への悪影響も考えられ注意が必要となる。採取時期は暖地が3 - 4月、寒冷地で4 - 5月ごろとされ、葉がまだ開いていない太めの若い茎を採取する。
山菜として採った新芽は外皮を取り除いて生食するか、生のまま酢の物、サラダ、納豆和え、ジャム、天ぷらにする。また、皮を剥いたら板ずりして、色よく茹でて灰汁を抜き、和え物、酢の物、油炒めにして醤油・塩・胡椒で味付けしたり、短冊状に切って肉や魚などと一緒に煮付けにして食べられている。即席漬けでおしんこにしたり、塩漬けにして保存し、食べるときに水にさらして塩抜きして食べられている。
山菜として本格的に利用するときには茹でて水にさらすことであく抜きをするが、そうするとさわやかな酸味も失われてしまう。酸味とサクサクした歯触りが身上であるため、あまり煮すぎないことが調理上のポイントといわれている。
高知県では「イタズリ」とも称され、皮を剥ぎ、塩もみをして炒め、砂糖、醤油、酒、みりん、ごま油等で味付けし、鰹節を振りかける等の調理法で食べられている。和歌山県では「ゴンパチ」、兵庫県南但では「だんじ」とそれぞれ称され、食用にする。新芽を湯がいて冷水に晒し、麺つゆと一味唐辛子の出汁に半日ほど漬け、ジュンサイのようなツルツルとした食感がある。秋田県では「さしぼ」と称され、水煮にして味噌汁の具に使ったりする。岡山県では「さいじんこ」、「しゃじなっぽ」、「しゃっぽん」などとも称される。
高知県では、苦汁や苦汁成分を含んだあら塩で揉む。こうすると、苦汁に含まれるマグネシウムイオンとシュウ酸イオンが結合し、不溶性のシュウ酸マグネシウムとなる。その結果、シュウ酸以外の有機酸は残したままシュウ酸だけを除去できる。

### 民間薬
根には、アントラキノン誘導体のポリゴニンを含み、加水分解することでエモジン、エモジンメチルエーテルなどを生じる。これら成分が、ゆるやかに下痢を起こす緩下作用、月経不順を整える通経作用、尿の出をよくする利尿作用として働く。薬効は、緩下、利尿、通経、常習便秘、膀胱炎、膀胱結石、月経不順、産後の悪露に効用があるうえで老人や婦人にも安全とされ、民間では、緩下薬として用いられている。
冬になる10 - 11月ごろ、地上部の茎葉が枯れたら根茎を掘り上げて採取し、水洗いして天日乾燥させたものは虎杖根（）という生薬になる。便秘や月経不順には、虎杖根を1日量5 - 15グラムを500 - 600 ccの水で半量になるまで煎じ、食間3回に分けて服用するとよいとされている。また、カンゾウといっしょに煎じて、咳を鎮めるために利用された。
若葉を揉んで擦り傷などで出血した個所に当てると多少ながら止血作用があり、痛みを和らげるのに役立つとされる。
虎杖根を採るための栽培は、丈夫で土地を選ばないので容易であるが、切断した根からも発芽し駆除が困難なため、露地栽培はしない方がよいとの見方がされている。
なお、生薬となるコジョウコン（イタドリの根。指定については茎も該当。）は厚生労働省が定める「専ら医薬品として使用される成分本質（原材料）リスト」 に収録されており、医薬品ではないサプリメントでは用いられなくなっている事情が存在する（なお、若芽については「医薬品的効能効果を標ぼうしない限り医薬品と判断しない成分本質（原材料）リスト」 に収録されている。）。イタドリの根はレスベラトロールを比較的多く含み (英語版記事) 、海外では廉価なレスベラトロールサプリメントの材料として用いられているが、日本ではこの事情により、イタドリの根・茎を用いた医薬品ではないレスベラトロールサプリメントは違法の扱いとなっている。

### その他
日本では第二次世界大戦の戦中、戦後の時期において、タバコの葉が不足した時に乾燥させたイタドリを代用葉としてタバコに混ぜた。インドや東南アジアでは、イタドリの葉を巻いたものを葉巻の代用とする。
イタドリに寄生するイタドリ虫（アズキノメイガ）は釣りの生き餌として使われる。

## 変種・近縁種
イタドリには変種（亜種）が多く、高山には花が紅色のベニイタドリ（メイゲツソウ）や、斑入りの園芸種もある。北方には、大イタドリの一種で近縁種にあたる大型のオオイタドリがある。
オオイタドリ Reynoutria sachalinensis（シノニム Polygonum sachalinense）
北海道から本州中部以北の、主に日本海側の平地から山地に分布する。イタドリに似るが、葉の裏側がやや白っぽいことで区別される。名の通り大型で、その高さは3 mに達することもある。葉は互生し、長さ15 - 30 cmの広卵形で基部は心形で、イタドリの倍ほど大きい。花期は7 - 9月で、雌雄異株。茎の上部に総状花序をつくり、白色の小花を密につける。果実はイタドリよりも翼はやや狭く、全体に大きめ。イタドリ同様、若い茎は食用になる。

## 文化
昔の子供の遊びとして、イタドリ水車がある。切り取った茎の両端に12 cmほどの長さに切り込みを入れて、六つ割りにしてしばらく水に晒しておくとたこさんウィンナーのように外側に反る。中空の茎に木の枝や割り箸を入れて、水田の水路や小川などの流水に置くと、水車のようにくるくる回る。2 - 6人の異なる年齢層の男子（小学1 - 6年）が行う遊びであった。
タデ科のイタドリやスイバは別名を「スカンボ（酸模）」と呼称し、北原白秋の童謡に「酸模の咲く頃」がある。